# Іл-103
Іл-103 — п'ятимістний (льотчик і чотири пасажира) одномоторний поршневий пасажирський літак-повітряне таксі.
Літак сертифікований за нормами АП-23 МАК в 1996 році. Як двигун вибрано Teledyne Continental Motors IO-360ES потужністю 210 кс. Дальність — 1000 км.
Розглядався проект створення двохмоторного літака на його базі.

## Характеристики
Джерело 
Основні характеристики
- Екіпаж: 1
- Пасажири: 4 або 5
- Довжина: 8 м (26 фт 3 дм)
- Розмах крила: 10.56 м (34 фт 7.75 дм)
- Висота: 3.135  м (10 фт 3.5 дм)
- Площа крила: 14.71 м² (158.34 кв. фт)
- Маса порожнього: 900 кг (1984 lb)
- Злітна маса: 1310 кг (2888 lb)

Льотні характеристики
- Максимальна швидкість: (Vne = 340 km/h, or 211 mph); 220 км/год (137 миль/год)
- Крейсерська швидкість: 180 км/год (112 миль/год)
- Дальність польоту: (на крейсерській швидкості, пілот і 270 кг вантажу з резервом палива на 30 хв): 800 км (497 миль)
- Практична стеля: (max висота польоту): 3000 м (9840 фт)
- Швидкопідйомність: (at ISA mean sea level): 3.167 м/с (623 фт/хв)

## Експлуатанти
- Білорусь — придбано 4 літаки.
- Лаос — придбано 3 літаки в 2002 році.
- Перу — придбано 6 літаків, як навчальних.
- Росія — 30 літаків було замовлено Федеральною службою охорони лісів РФ.
- Південна Корея — академія ВПС Південної Кореї придбала 23 літаки для заміни УТС T-41D Mescalero, ресурс котрих закінчується. Першу із машин замовник отримав в липні 2004 року. Вартість контракту на поставку Ил-103 оцінюється в 9 млн доларів, при цьому частина літаків була поставлена в оплату держборгу.

## Катастрофи
| Дата       | Бортовий номер     | Місце аварії                                                     | Жертви/на борту | Короткий опис |
| ---------- | ------------------ | ---------------------------------------------------------------- | --------------- | --- |
| 21.06.2011 | Південна Корея 010 | Південна Корея біля Чханвон                                      | 2/2             | Катастрофа сталася 21 червня під час виконання тренувального польоту. Літак T-103 (російський Ил-103) впав на поле поблизу військової академії ВПС Республіки Корея в передмісті міста Чонгвон, в 120 км від Сеула. Загинули пілот та інструктор. Причина — помилка пілота-стажера. |
| 22.07.2012 | Росія RA-61912     | Росія біля Алеканово                                             | 3/3             | Катастрофа сталася, швидше всього, в результаті звалювання на критично-малій висоті при виконанні фігури вищого пілотажу, схожій на поворот на гірці з великими кутами тангажу («поворот на вертикалі»), виконання котрої заборонено КЛЕ літака Ил-103.                             |
| 14.06.2015 | Білорусь EW-041LL  | Білорусь біля Бреста                                             | 2/2             | При гасінні лісових пожеж відбулося падіння літака Іл-103 РУП "Беллесавиа" в кількох кілометрах від брестського аеропорту. |
| 12.08.2016 | Росія              | Росія Алтайський край. Поблизу нп Новороманово Калманського р-ну | 1/1             | Літак впав біля ЗПС аеродрому Панфілово |